# Francesc Calvet i Mota

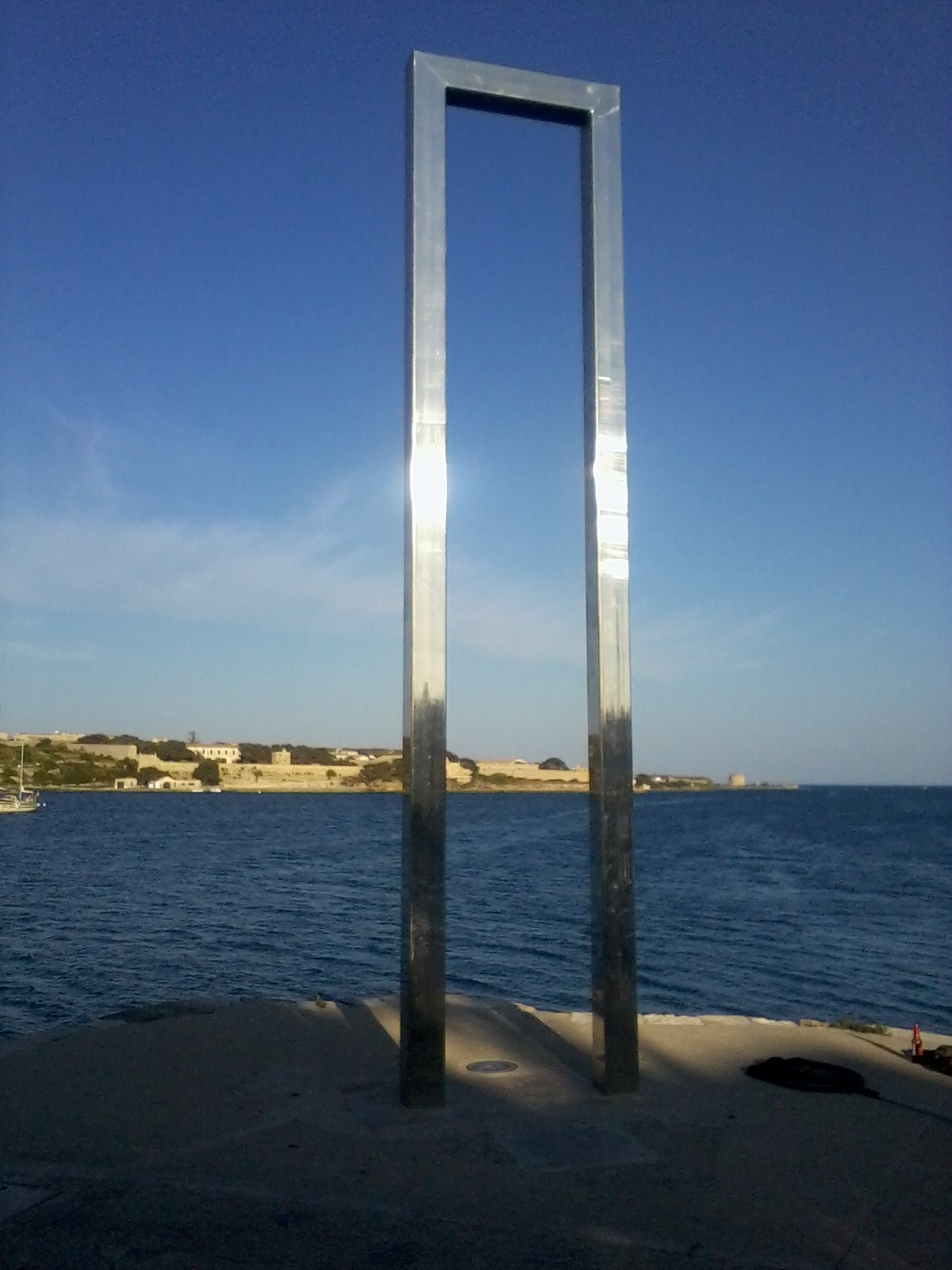
La Porta d'Eos.

Francesc Calvet i Mota (Barcelona 1947, es Castell 2004) fou un pintor i escultor català.
Autor d'una extensa obra pictòrica i escultòrica, durant els seus gairebé quaranta anys de creació artística, Calvet va crear un estil propi fàcilment identificable en obres de petit format. Al llarg de la seva carrera va fer una trenta exposicions individuals i va prendre part en unes cinquanta exposicions col·lectives. Les seves obres s'han exposat a Menorca, Mallorca, Catalunya, Madrid, Nova York, Basilea, i Frankfurt entre d'altres. Durant els anys durant els anys setanta i vuitanta va exposar diverses vegades a Sala Gaudí Barcelona,  qui avui posseeix una part important de les seves obres .
Va desenvolupar una trajectòria d'absoluta coherència amb l'art i el país, conscient de la força de l'art per expressar els sentiments i les idees. Des del seu establiment definitiu a Menorca, Francesc Calvet es va unir als grups que la cultura mobilitzava en favor de la democràcia i els drets nacionals a l'illa, com mostra la seva primerenca participació en els recitals de poesia i imatges del grup Es Mussols, a principis dels anys setanta del segle passat, amb Jordi Vivet, Pere Gomila, Pere Xerxa, i altres. El binomi de la seva pintura amb la poesia, serà una constant en la seva vida, com es va poder veure amb la col·laboració amb Ponç Pons a Abissínia, l'any 1999, amb José Luís Clemente a Las dudas del viento, l'any 2002.
La Porta d'Eos, obra que l'artista va donar al poble d'es Castell, es troba instal·lada a la punta de Calasfonts, orientada a llevant del port de Maó, en el mateix lloc on abans hi hagué instal·lat el Mirall Solar, obra del mateix autor destruïda a causa d'un accident i de la negligència dels operaris de l'Autoritat Portuària de Balears.
En el seu vessant acadèmic Calvet va ser, des de 1984, professor de l'escola de dibuix i pintura de l'Ateneu des Castell, i més tard el seu coordinador i principal impulsor. A part, també fou fundador i professor de les classes de dibuix i pintura al Taller d'Art Xoc, de Maó.
Sempre compromès amb l'activisme cultural, Calvet va liderar multitud d'esdeveniments i activitats lligades a la seva concepció de l'art com a element de transformació de la societat. Va participar, junt amb Joan Francesc López Casasnovas, en la creació d'Acció Cultural de Menorca, en l'organització de mostres en favor d'Amnistia Internacional i del festvial de poesia Illanvers. També fou, des de la seva fundació l'any 2000 el principal impulsor de l'Encontre de Poetes dels Països Catalans, que se celebra cada primavera a Es Castell i que des de l'any 2005 duu també el nom de Francesc Calvet.
L'any 2008, els que foren els seus alumnes a l'Ateneu des Castell li dedicaren un homenatge construint de gegantó. Des de llavors, en Xec acompanya els gegants del poble, Roser i Jaume, en totes les festes patronals.